# Michaił Arnaudow

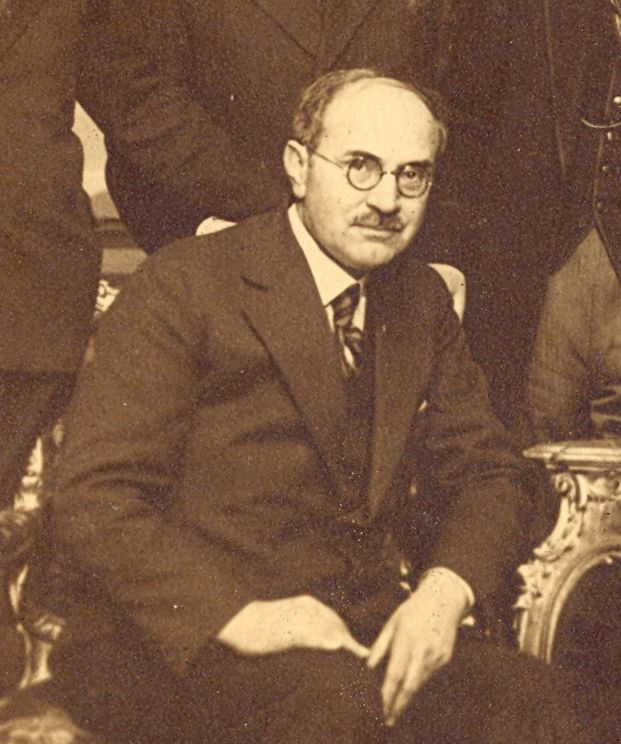
Michaił Arnaudow

Michaił Petrow Arnaudow (bułg. Михаил Петров Арнаудов, ur. 5 października 1878 w Ruse, zm. 18 marca 1978 w Sofii) – bułgarski etnograf, historyk i teoretyk literatury.

## Życiorys
W 1918 został członkiem Bułgarskiej Akademii Nauk. Od 1914 był profesorem, a 1935–1936 rektorem Uniwersytetu Sofijskiego, jednocześnie 1922–1927 i 1931–1934 przewodniczącym Związku Pisarzy Bułgarskich, 1925–1943 redaktorem naczelnym czasopisma literackiego „Byłgarska misył”. Badał literaturę odrodzenia bułgarskiego, napisał wiele prac z zakresu kultury ludowej, był m.in. współautorem serii folklorystycznej „Byłgarsko narodno tworczestwo” (t. 1–13 1961–1965).